# Еволуција (филм)
Еволуција (енгл. Evolution) је америчка научнофантастична филмска комедија из 2001. године. 

## Радња филма
Ајра Кејн и Хари Блок откривају ванземаљски организам у астероиду који је пао на Земљу. Иако је у почетку тај организам изгледао тек као обична слуз, временом из слузи је настало мноштво различитих бића, међу којима и врсте примата и птеродактила који прете маленом уснулом граду по имену Глен Кењон. Ускоро влада и војска, предвођена Раселом Вудманом и Алисон Рид, људима који добро познају Ајру Кејна, долазе на место догађаја при чему дотични покушавају све ставити под контролу. Нажалост, ванземаљци брзо мутирају када се запале, па владина метода уништавања ванземаљског облика живота заправо убрзава њихов раст и на крају сав терет спасавања пада на Кејна и неколико његових пријатеља. Убрзо они откривају како је селен, састојак који се може пронаћи у неким Head & Shoulders шампонима, отрован ванземаљцима као што је арсен отрован људима. 

## Улоге
| Глумац           | Улога                |
| ---------------- | -------------------- |
| Дејвид Дуковни   | др Ајра Кејн         |
| Џулијана Мур     | др Алисон Рид        |
| Шон Вилијам Скот | Вејн Греј            |
| Орландо Џоунс    | Хари Блок            |
| Ден Акројд       | гувернер Луис        |
| Тед Левин        | Генерал Расел Вудман |
| Итан Сапли       | Дик                  |